# Gran Premio di Pescara
Il Gran Premio di Pescara fu una competizione automobilistica italiana che si tenne sul circuito di Pescara, tracciato cittadino nell'omonima città abruzzese.
Di tale gara si tennero 27 edizioni tra il 1924, gara inaugurale, e il 1961, data dell'ultima corsa e dell'abbandono del tracciato.
In un'occasione, nel 1957, la gara fu valida come prova per il campionato mondiale di Formula 1 e vide la vittoria del britannico Stirling Moss.
A parte la F.1, il Gran Premio riguardò autovetture di categoria Sport nel secondo anteguerra, e di Prototipi negli anni cinquanta.
Il pilota con il maggior numero di affermazioni è l'italiano Giuseppe Campari, che vinse tre volte il G.P. tra il 1927 e il 1931, e gli ultimi vincitori sono la coppia Lorenzo Bandini / Giorgio Scarlatti che al volante di una Ferrari 250 Testa Rossa si aggiudicarono la prova del campionato Prototipi.
Il circuito cittadino di Pescara, che misurava oltre 25 km (25,579 km), è ancor oggi il tracciato più lungo dove si sia mai disputata una gara di Formula 1 ed è perciò segnato nel libro dei Guinness dei primati.

## Palmarès

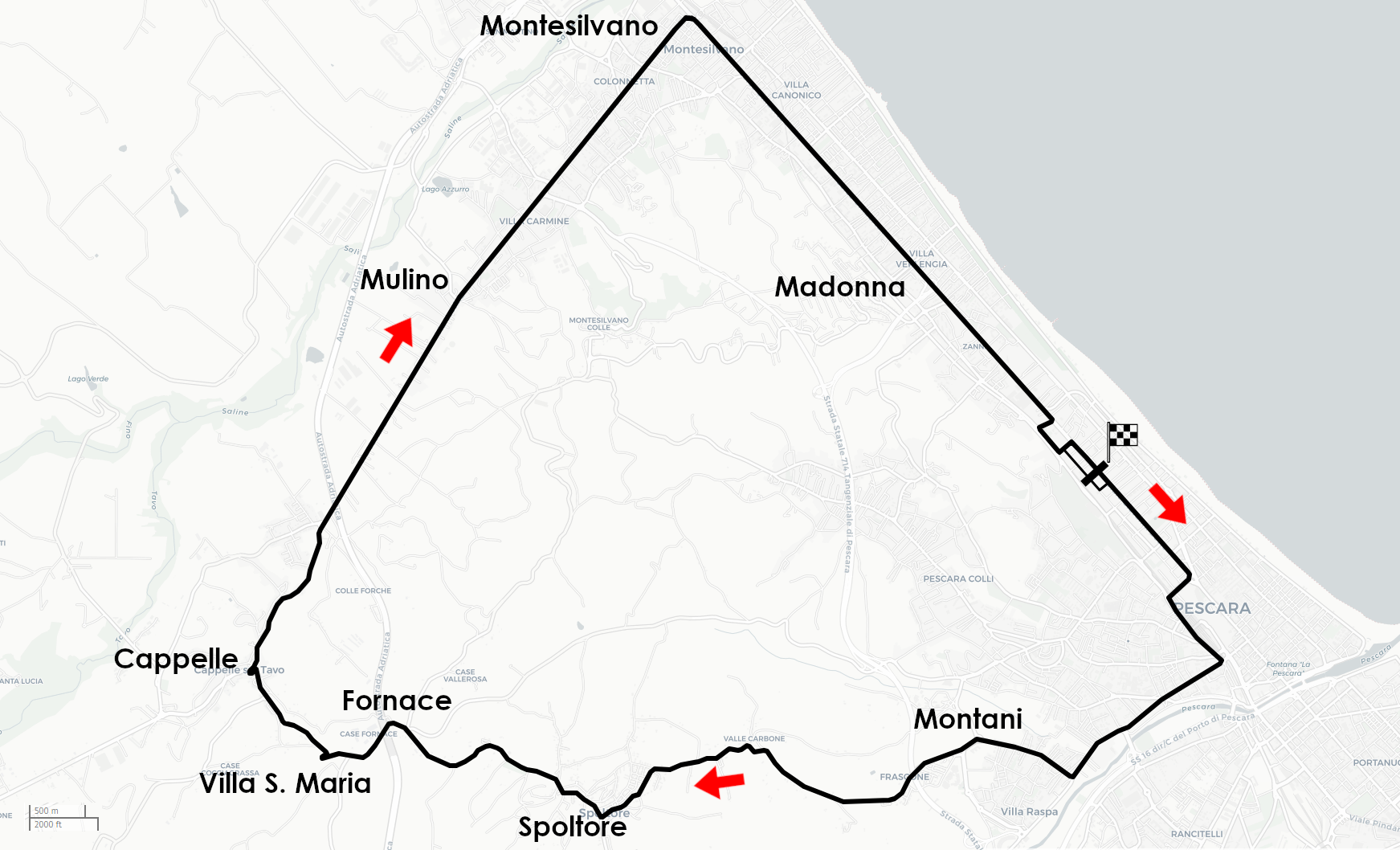
Il circuito della gara

| Edizione | Vincitore                         | Vettura                     | Categoria |
| -------- | --------------------------------- | --------------------------- | --------- |
| 1924     | Enzo Ferrari                      | Alfa Romeo RL               |           |
| 1925     | Guido Ginaldi                     | Alfa Romeo RL               |           |
| 1926     | Luigi Spinozzi                    | Bugatti T35                 |           |
| 1927     | Giuseppe Campari                  | Alfa Romeo P2               |           |
| 1928     | Giuseppe Campari                  | Alfa Romeo P2               |           |
| 1930     | Achille Varzi                     | Maserati 26 M               |           |
| 1931     | Giuseppe Campari                  | Alfa Romeo Tipo A           |           |
| 1932     | Tazio Nuvolari                    | Alfa Romeo Tipo B           |           |
| 1933     | Luigi Fagioli                     | Alfa Romeo Tipo B           |           |
| 1934     | Luigi Fagioli                     | Mercedes W25                |           |
| 1935     | Achille Varzi                     | Auto Union Type B           |           |
| 1936     | Bernd Rosemeyer                   | Auto Union Type C           |           |
| 1937     | Bernd Rosemeyer                   | Auto Union Type C           |           |
| 1938     | Rudolf Caracciola                 | Mercedes W154               |           |
| 1939     | Clemente Biondetti                | Alfa Romeo 158              |           |
| 1947     | Vincenzo Auricchio                | Stanguellini-Fiat 1100 S.I. |           |
| 1948     | Alberto Ascari Giovanni Bracco    | Maserati A6G                |           |
| 1949     | Franco Rol                        | Alfa Romeo 158C 2500        |           |
| 1950     | Juan Manuel Fangio                | Alfa Romeo 158              | Formula 1 |
| 1951     | José Froilán                      | Ferrari 375                 | Formula 1 |
| 1952     | Giovanni Bracco Paolo Marzotto    | Ferrari 250 S               | Prototipi |
| 1953     | Umberto Maglioli Mike Hawthorn    | Ferrari 375 MM Coupé        | Prototipi |
| 1954     | Luigi Musso                       | Maserati 250F               | Formula 1 |
| 1956     | Robert Manzon                     | Gordini T15S                | Formula 1 |
| 1957     | Stirling Moss                     | Vanwall VW5                 | Formula 1 |
| 1960     | Denny Hulme                       | Cooper-BMC                  | Prototipi |
| 1961     | Lorenzo Bandini Giorgio Scarlatti | Ferrari 250 Testa Rossa     | Prototipi |